# Ненсі Вілер
Ненсі Вілер — головна героїня серіалу «Дивні дива», яку грає Наталія Даєр. Ненсі — початківець-журналістка і союзниця «Партії». Вона є старшою сестрою Майка Вілера, колишньою дівчиною  Стіва Гаррінґтона та нинішньою дівчиною  Джонатана Баєрса .

## Біографія
Восени 1983 року Ненсі була  підлітком із простим життям, не знаючи, чи надавати перевагу проведенню часу зі своєю найкращою подругою Барбарою Холланд чи зі своїм новим хлопцем Стівом Гаррінґтоном. Однак усе змінилося, коли Барб безслідно зникла, що спонукало Ненсі об’єднатися з самотнім Джонатаном Баєрсом, чий молодший брат Вілл також зник. Повільно вони зібрали шматочки головоломки й зрозуміли, що монстр з іншого виміру викрав Барб і Вілла. Ненсі була нажахана, дізнавшись, що Барб була вбита, що зробило її більш рішучою, ніж будь-коли, перемогти істоту. Ненсі та Джонатан встановили міну-пастку в будинку Баєрів і за допомогою Стіва в останню хвилину допомогли серйозно поранити істоту.
Восени 1984 року Ненсі, намагаючись пережити смерть Барб, породила розрив між нею та Стівом, зізнавшись йому п’яною, що більше його не кохає. Прагнучи помститися людям, відповідальним за звільнення істоти, яка вбила Барбару, вона знову об’єдналася з Джонатаном і журналістом на ім’я Мюррей Бауман, щоб викрити лабораторію Гокінса. У процесі вони з Джонатаном зблизилися, зрештою піддавшись своїм почуттям і вступивши в романтичні стосунки. Повернувшись до Хокінса, вони дізналися, що інша сутність з альтернативного виміру заволоділа Віллом; Ненсі допомогла Джонатану та його матері вигнати істоту з тіла хлопчика. Через місяць викриття призвело до закриття Національної лабораторії Гокінса, а смерть Барб пояснюють «витоком хімікатів». Ненсі була на похоронах Барб і розлучилася зі Стівом, щоб бути з Джонатаном.
До літа 1985 року Ненсі та Джонатан стали стажерами для Hawkins Post, де над Ненсі часто кепкували її бос Том Голловей та колеги, включаючи Брюса Лоу. Одного разу, працюючи допізна, вона відповіла на дзвінок про хворих щурів у місті й таємно провела розслідування з Джонатаном. Зрештою це призвело до звільнення пари. Але отримавши підбадьорення від своєї матері, Ненсі виявила, що щури були пов’язані з тією ж сутністю, яка оволоділа Віллом. Після примирення Ненсі та Джонатан об’єднали зусилля з Майком та його друзями, щоб знову перемогти того, кого діти називали «Мозкожером». Через три місяці родина Баєрсів переїхала з Гокінса після того, як доктор Сем Оуенс перевіз її до Каліфорнії; Ненсі та Джонатан зі сльозами розлучилися, але вирішили розвивати стосунки на відстані.
Навесні 1986 року Ненсі стала репортеркою і редакторкою газети Hawkins High, The Weekly Streak, і була прийнята в коледж Емерсона в Массачусетсі. Незважаючи на тривале кохання Ненсі та Джонатана, жоден не міг піти, щоб зустрітися на весняних канікулах. Коли кількох учнів Хокінс Хай було знайдено вбитими, Ненсі разом із Стівом, Дастіном,  Макс і Робін розслідувала їхню смерть і виявила зв’язок із убивствами Крілів у 1950-х роках. Група вважала, що сутність з «Навивороту» під назвою «Векна» використовувала вбивства з більшою метою. Пізніше Векна відкрив Ненсі свою особу та поділився своїми планами на майбутнє. Група спробувала та не змогла зупинити Векну, коли чотири величезні ворота відчинилися та спричинили хаос у Хокінсі. Через два дні Ненсі знову зустрілася з Джонатаном після його повернення до Гокінса. Через кілька годин вони разом зі своїми друзями з жахом спостерігали, як Навиворіт почав зливатися з Гокінсом.

## Особистість
Ненсі надзвичайно розумна та старанна, має високий середній бал і наполегливо готується до тестів. Однак після вступу в стосунки зі Стівом вона стала більш бунтівною, брехати та брати участь у шкідливих заходах. Хоча на її дії впливали її нові «друзі», вона все ще залишалася доброю, чуйною та старанною. Її геніальний рівень інтелекту дозволив знайти правду про зникнення Барб, хоча вона все ще відчувала себе винною. Ненсі майже не розкривала свій сум і провину нікому, крім Стіва та Джонатана. Коли Ненсі влаштувалася на роботу в Hawkins Post, вона прагнула наполегливо працювати та робити все можливе. Однак, оточена  колегами-жінконенависниками, Ненсі принижували та знущалися, незважаючи на те, що вона добре ставилася до своїх колег. Після розмови з матір'ю Ненсі подолала жорстокість з боку журналістів Hawkins Post і помирилася з Джонатаном. Вона також продемонструвала величезну хоробрість і рішучість, докладаючи багато зусиль для тих, про кого піклувалася.

## Відносини з персонажами
1. Джонатан Баєрс
Ненсі та Джонатан розмовляли між собою, коли Вілл зник, і дівчина запевнила його, що з його братом все буде добре. До цього, здається, вони рідко спілкувалися, головним чином тому, що Джонатан уникав контакту з людьми. Коли вона дізнається, що Джонатан сфотографував Ненсі та її друзів на вечірці Стіва, вона не виявила образи на нього і пізніше попросила допомоги, коли її подруга Барб зникла, на що він погодився. Вони об’єднуються через спільну мету знайти свого брата та подругу відповідно. Виявивши, що Барбару вбили, Ненсі втішив Джонатан, і вони разом намагалися знищити Демогоргона. Через місяць, після порятунку Вілла, Ненсі подарувала Джонатану  різдвяний подарунок і запевнила його, перш ніж вона поцілувала його в щоку. У 1984 році, коли Ненсі вирішила викрити лабораторію Гокінса, їй допоміг Джонатан представити докази слідчому Мюррею Бауману. Пізніше Ненсі і Джонатан поцілувалися. Вони разом виганяють Мозкожера з  Вілла. Перебуваючи на сніжному балі через місяць, Ненсі та Джонатан почали стосунки. У 1985 році вони стали офіційною парою. Ненсі і Джонатан також працювали разом у Hawkins Post. Щоразу, коли працівники чоловічої статі ображали та принижували Ненсі, її завжди втішав Джонатан. Коли Ненсі виявила, що Мозкожер повернувся через те, що заволодів місіс Дрісколл, Ненсі негайно подзвонила Джонатану, повідомила йому про скрутне становище та кинулася працювати з ним і друзями, щоб зупинити Мозкожера. Коли на них напали одержимі Том і Брюс, Ненсі та Джонатан зробили все можливе, щоб захистити одне одного. Через три місяці Ненсі сумно попрощалася з Джонатаном, поцілувала й обійняла його, перш ніж він покинув Хокінс зі своєю родиною. До 1986 року стосунки Ненсі і Джонатана стали дещо напруженими. Тепер їх розділяють тисячі миль, і Ненсі не відвідає  Баєрсів на весняних канікулах разом із Майком, що лише спричиняє подальшу напругу. Коли вони зрештою возз'єднуються, то просять вибачення одне в одного, пояснюючи вагомі причини своєї відсутності та мовчання.
2. Майк Вілер
Натякнули, що Ненсі та Майк були ближчими в дитинстві, коли Дастін згадав, що Ненсі одного разу одяглася в ельфа для кампанії Майка D&D Elder Tree. Однак, коли вони подорослішали, вони віддалилися, ймовірно, через різницю у віці та різні інтереси. До літа 1985 року Ненсі об’єдналася з Майком і його друзями, виявивши повернення Мозкожера в Гокінс. Коли Макс розповів, що Од його кинула, Ненсі була здивована і пристала на бік  Макс, сказавши, що Од є особистістю, яка ризикувала всім, щоб врятувати світ. У березні 1986 року Майк поїхав разом із Ненсі до Хокінс Хай. Через те, що Майк відвідував Каліфорнію, Ненсі не мала  зв’язку з ним, коли почалися вбивства Векни. Через два дні після фінальної битви Майк прибув до Хокінса разом із Баєрсами та Аргайлом і вони з Ненсі зустрілися.
3. Стів Гаррінґтон
Стів і Ненсі вперше почали зустрічатися приблизно в 1983 році.  Стів закохався в неї, кажучи, що вона не така, як попередні дівчата, з якими він зустрічався. Після втрати цноти зі Стівом на його вечірці пара офіційно вступила в стосунки. Невдовзі після зникнення найкращої подруги Ненсі Барб погіршило їхні стосунки. Ситуація загострилася ще більше, коли Стів спочатку був більше стурбований тим, що його батьки посадять його під домашній арешт за те, що Барб зникла з вечірки без їхнього дозволу, що дуже розлютило Ненсі. Вважаючи, що вона йому зраджує, він разом із друзями написав образи про Ненсі на шатрі міського кінотеатру. Після цього вона зіткнулася з ним, вдаривши його по обличчю, але Стів сказав їй йти до біса, оскільки вона не змогла відповісти, що вона робила з Джонатаном, через надзвичайний характер подій. Пізніше Стів усвідомив свою помилку, прибувши до Баєрсів, щоб вибачитися, але був  втягнутим у бій з монстром з іншого виміру, який отримав назву Демогоргон. Через місяць Ненсі та Стів знову зійшлися, і Стів провів Святвечір з нею та її родиною.
До осені 1984 року Ненсі та Стів продовжували зустрічатися, а Ненсі допомагала Стіву в його спробах підготуватися до випуску. Однак їхні стосунки знову опинилися під загрозою; не будучи більше в змозі нести провину за смерть Барб, Ненсі сказала Стіву, що їм слід розповісти правду батькам Барб. Стів відхилив цю ідею, нагадавши їй, що це поставило б їх та їхні родини в небезпеку. На вечірці Ненсі була в стані алкогольного сп'яніння, що змусило її сказати, що вона не відчуває до нього почуттів, що  пригнічило Стіва. Коли наступного дня Ненсі попросила Стів намагався змусити Ненсі сказати йому, що вона щиро кохає його, Ненсі не знайшла слів, щоб сказати це, що призвело до того, що вони розлучилися. У будинку Мюррея Баумана Мюррей проаналізував особистість Ненсі та зазначив, що її страх залишитися самою змусив її залишитися зі Стівом, зазначивши, що він їй подобається, але вона не кохає його. Ненсі намагалася захистити свої почуття до Стіва, але в підсумку лише показала, що те, що сказав Мюррей правда. Коли Ненсі знову зустрічається зі Стівом, вона подякувала йому за те, що він піклується про дітей, і Стів сказав їй, що вона повинна бути з Джонатаном, визнавши, що він не був хорошим хлопцем. Ненсі спробувала вибачитися перед Стівом за те, що образила його почуття, але хлопець просто спокійно запевнив її, що все гаразд, перш ніж піти.
4. Карен Вілер
У Ненсі хороші, але іноді натягнуті відносини з матір'ю. Хоча Ненсі знала, що її батьки ніколи не кохали одне одного і одружилися лише тому, що її мама була молода, а тато мав хорошу роботу. Коли Барбару знайшли зниклою, і Ненсі почала хвилюватися за неї, вона зізналася матері про свої тривоги. Після звільнення з The Hawkins Post у 1985 році Ненсі звернулася до матері за розрадою та порадою. Карен погодилася зі своєю дочкою, що її колеги були жінконенависниками, але запевнила її, що це не має значення, оскільки Ненсі була і завжди буде бійцем. 

5. Барбара Голланд 
Барбара «Барб» Голланд була найкращою подругою Ненсі. Однак, коли Ненсі почала зустрічатися зі Стівом, Барб почала хвилюватися за неї, оскільки її хлопець і його друзі почали погано впливати на неї.  Пізніше, коли Ненсі зрозуміла, що Барб зникла, вона занепокоїлася, об’єднавшись з Джонатаном Баєрсом, щоб шукати її, водночас дистанціювавшись від Стіва. Коли Одинадцять використала свої сили, щоб шукати Барб і Вілла, вона знайшла труп Барб і сумно повідомила Ненсі, що її подруга мертва. Рік потому було показано, що Ненсі все ще відчуває провину та глибоке каяття за Барб під час вечері з її батьками. Згодом дівчина вирішила помститися за смерть подруги, викривши лабораторію Хокінса. За допомогою Джонатана вона передала запис зізнання доктора Оуенса Мюррею Бауману та запропонувала пояснення смерті Барб — хімічне опромінення — як спосіб зберегти правду про перевернуте в таємниці. Коли частина правди була розкрита, лабораторія Гокінса була закрита, і Барб нарешті влаштували похорони, на які Ненсі прийшла разом з батьками Барб.
Незважаючи на те, що вона певною мірою помстилася за смерть своєї найкращої подруги, Ненсі продовжувала нести горе та провину через те, що залишила Барб уразливою перед Демогоргоном протягом наступних двох років, що вперше було показано, коли в голові Ненсі промайнули спогади про останні моменти життя Барб, коли вона дивився новини Кріссі Каннінгем.
6. Робін Баклі
Навесні 1986 року, після виявлення та інформування Ненсі про сутність на ім’я Векна, яка вбивала підлітків по всьому Хокінсу, Робін приєдналася до неї у розслідуванні Віктора Кріла в публічній бібліотеці Гокінса.
Пізніше Ненсі та Робін виношують план видати себе за студентів психології, щоб пробратися до притулку Пеннхерста, щоб поговорити з Віктором Крілом. Ненсі попросила Робін одягнути їй одяг, на її великий розчарування, але була вражена, коли Робін успішно переконала доктора Ентоні Гетча дозволити їм поговорити з Крілом. Потім вони відкривають передісторію Кріла та розуміють, що музика є ключем до порятунку когось із лап Векни. Коли банда Гокінса вирушає особисто досліджувати будинок Крілів, Ненсі обирає Робін своїм напарником у пошуках підказок у будинку. Вони обговорюють стосунки Ненсі з Джонатаном і Стівом, Робін заявляє, що «бажає щастя своїм друзям». Ненсі запитує, чи це робить їх офіційними друзями, і Робін погоджується, тим самим зміцнюючи їхні відносини. Коли вони досягають перевернутої версії будинку Крілів і бачать, що він пронизаний виноградними лозами, Робін налякана і тримає Ненсі, яка заспокоює її, за руку.
7. Дастін Хендерсон
Ненсі лише час від часу спілкується з Дастіном. 15 грудня 1984 року на Сніжному балу Ненсі, побачивши, як Дастіна відкидають і висміюють дівчата, запрошує його танцювати з нею, привертаючи увагу дівчат, які його відкинули. Ненсі каже Дастіну, що він її улюблений з усіх друзів її брата. Вона також каже йому, що дівчата в його віці «тупі», але він «зведе їх з розуму» через кілька років. Вони разом ділять зворушливу мить, дружньо танцюють повільний танець. У 1986 році Ненсі знову зустрілася з Дастіном, де він разом зі Стівом, Робін і Макс Мейфілд поінформував про сутність з Навивороту, відому як Векна, відповідальну за скоєння серії вбивств у Гокінсі. Вони разом зі своїми друзями працювали разом над розслідуванням і пошуками Векни.
8. Фред Бенсон 
Ненсі та Фред, мають хороші робочі відносини, оскільки обидва працюють у газеті The Weekly Streak середньої школи Хокінс. Пізніше Ненсі запросила Фреда з собою, щоб розслідувати смерть Кріссі Каннінгем. Коли вони прибувають на місце події, Векна веде його до лісу, і Ненсі починає хвилюватися. Коли на шосе знаходять труп Фреда, Ненсі помітно засмучена.

## Навички
1. Вправна детективка: як і її тезка, Ненсі є вправним детективом. Побачивши фотографії Барб, зроблені Джонатаном, вона швидко вирішила, що він був останньою людиною, яка бачила її живою, і звернулася до нього за допомогою, щоб знайти її. Уважно подивившись на малюнки ментального царства Векни, зроблені Макс Мейфілд, Ненсі змогла зібрати їх разом і зробити висновок, що фрагментована версія будинку родини Крілів була частиною розуму Векни, давши Партії та їхнім союзникам ще одну підказку, яка привела їх ближче до відкриття справжньої особистості Векни.
2. Вправна стрільчиня: Ненсі продемонструвала вміння володіти вогнепальною зброєю, наприклад дробовиком і пістолетом. Вона зробила кілька хороших пострілів у Мозкожера з дробовика Хоппера, захищаючи дітей від істоти. Купивши дробовик у War Zone, Ненсі використала його, щоб п'ять разів вистрілити у Векну. 
3. Володіння імпровізованою зброєю: вона також здатна використовувати об’єкти саморобної зброї.

## Цікаві факти
1. Її персонаж і тезка, здається, походять від Ненсі Томпсон, головної героїні фільму 1984 року « Кошмар на вулиці В'язів» і його третьої частини «Кошмар на вулиці В’язів 3: Воїни мрії» (1987). Як і Ненсі Вілер, Ненсі Томпсон — дівчина, чиє життя змінилося, коли її найкращу подругу вбило надприродне чудовисько, і вона змушена приєднатися до своїх однолітків у перемозі над монстром.
2. В оригінальному сценарії Ненсі боролася з травмою після сексуального насильства з боку Стіва. Однак чарівна поведінка актора Джо Кірі суперечила уявленню про Стіва як про кривдника, що призвело до того, що образ персонажа був переписаний.
3. Рожева сукня, яку  Одинадцять носить протягом першого сезону, спочатку належала Ненсі.
4. Вона згадує про бажання стати журналістом.
5. До третього сезону Ненсі отримала водійські права, а Карен купила для неї нову машину.
6. Псевдонім Ненсі протягом третього сезону «Ненсі Дрю» — це ім'я дівчини-детектива в серії однойменних книг, написаних Керолін Кін.
7. Вона — єдина «жертва» Векни, яка залишилася неушкодженою, а смерть інших була використана для створення воріт.